# ごぼう巻き
ごぼう巻き（ごぼうまき）は、ゴボウを使った料理の一つ。様々な形態で調理されるものを指す。

## 肉巻き
薄切りの肉（牛肉・豚肉など）で下ゆでしたゴボウを巻き、フライパン等で焼き付け、醤油・砂糖などの調味料を加えて煮絡めたもの。近年ではゴボウの煮染めの代わりとしておせち料理の一つとして作られることが多い。弁当のおかずなどでも見られる。

## 揚げ物
薩摩揚げの一つで、ゴボウを魚肉のすり身で包み（あるいはゴボウを芯にしてすり身を巻き付け）、油で揚げた揚げかまぼこの一種である。西日本では「ゴボウ天（ゴボ天）」とも呼ぶ。おでんの具材として用いられることが多い。

## 珍味
蒲鉾の材料になる魚（エソ・グチ等）の魚皮を用いて作られるものがある。三枚におろし、身を除いた魚の皮をたれに漬け込み、ゴボウの周囲に巻き付け（皮を巻く前にすり身を巻き付ける場合もあり）、照り焼きにしたもので、皮巻きとも呼ばれる。元々は蒲鉾の副産物の再利用から生まれたものであるが、蒲鉾の原材料に冷凍すり身を使うことも増えてきた現在では珍味として重宝されることも多い。
和歌山県紀南地方（田辺市等）と山口県北浦地方（萩市等）のものが知られている。いずれも当地ではおせち料理の定番となっている。
また、ウナギでゴボウを巻いた物もあり、稀にこれが「う巻き」（本来はウナギの蒲焼を巻き込んだ卵焼き）と称されることもある。